# Halcones de Tijuana
El club Halcones de Tijuana fue un equipo de fútbol de México, de la ciudad de Tijuana en Baja California que jugó en la Tercera División de México.

## Historia
El club se fundó oficialmente el 12 de enero de 2012, consiguiente a la desafiliación de los Indios de Ciudad Juárez y a que la Federación Mexicana de Fútbol (FMF) le diera la oportunidad a Víctor Hernández de poder acomodar a su equipo.[cita requerida]
El equipo se compuso principalmente de jugadores de los Indios, de agentes libres y de préstamos.

## Estadio
El estadio de los Halcones de Tijuana fue la Unidad Deportiva CREA, con capacidad para 10 000 espectadores.

### Máximos anotadores
| Jugador           | Goles |
| ----------------- | ----- |
| Román Madrid      | 9     |
| Andrés Amarillas  | 4     |
| Janiel Valenzuela | 4     |

- Datos: Q5891404